# Agostinho Coelho
Agostinho Coelho (Aveiro, 9 de Junho de 1828 — Lisboa, 13 de Novembro de 1888), foi um administrador colonial português.